# Агирре, Хавьер
Хавье́р Аги́рре Онайнди́я (исп. Javier Aguirre Onaindía; род. 1 декабря 1958, Мехико) — мексиканский футболист и футбольный тренер.

## Карьера игрока
В качестве игрока выступал за клубы «Америка», «Атланте», «Гвадалахара» (Мексика), «Лос-Анджелес Ацтекс» (США) и «Осасуна» (Испания).
Хавьер Агирре сыграл 59 матчей за сборную Мексики, забил 13 голов. Он принимал участие в чемпионате мира 1986 года, был удалён с поля в четвертьфинальном матче с Германией.

## Карьера тренера
Первым клубом Хавьера Агирре как тренера был «Атланте». В 1998 году он возглавил «Пачуку» и на следующий год привёл её к золотым медалям чемпионата Мексики.
В 2001 году Агирре в первый раз возглавил сборную Мексики, на Кубке Америки 2001 сборная под его руководством выиграла серебряную медаль, уступив в финале Колумбии. На чемпионате мира 2002 Мексика выиграла свою группу, но на первом этапе плей-офф уступила сборной США.
С 2002 по 2006 год Агирре возглавлял испанскую «Осасуну», его наибольшим успехом была квалификация в Кубок УЕФА. С 2006 по февраль 2009 года он тренировал «Атлетико Мадрид», приводил команду к участию в Кубке УЕФА и Лиге чемпионов.
В апреле 2009 года Хавьер Агирре во второй раз стал тренером сборной Мексики, в этом году сборная выиграла Золотой кубок КОНКАКАФ 2009 и квалифицировалась на чемпионат мира 2010 со второго места в отборочной группе. На самом первенстве мира мексиканцы дошли до 1/8 финала, где проиграли Аргентине со счётом 1:3. 30 июня, через несколько дней после поражения, Агирре подал в отставку со своего поста.
18 ноября 2010 года Агирре возглавил испанскую «Сарагосу», подписав контракт сроком до конца сезона. 23 ноября клуб провёл первый матч под руководством мексиканского специалиста, сыграв вничью с «Хетафе».

## Тренерская статистика
| Пачука          | Мексика | 10 сентября 1998 | 30 июня 2001    | 107 | 42  | 27  | 38  | 039,25 |
| Мексика         | Мексика | 1 июля 2001      | 30 июня 2002    | 27  | 17  | 3   | 7   | 062,96 |
| Осасуна         | Испания | 1 июля 2002      | 30 июня 2006    | 169 | 63  | 46  | 60  | 037,28 |
| Атлетико Мадрид | Испания | 1 июля 2006      | 2 февраля 2009  | 131 | 61  | 31  | 39  | 046,56 |
| Мексика         | Мексика | 4 апреля 2009    | 30 июня 2010    | 32  | 20  | 6   | 6   | 062,50 |
| Сарагоса        | Испания | 18 ноября 2010   | 30 декабря 2011 | 45  | 13  | 10  | 22  | 028,89 |
| Эспаньол        | Испания | 1 декабря 2012   | 29 мая 2014     | 69  | 22  | 18  | 29  | 031,88 |
| Япония          | Япония  | 24 июля 2014     | 2 февраля 2015  | 10  | 6   | 1   | 3   | 060,00 |
| Аль-Вахда       | ОАЭ     | 1 июля 2015      | 30 июня 2017    | 59  | 25  | 14  | 20  | 042,37 |
| Египет          | Египет  | 1 августа 2018   | 7 июля 2019     | 12  | 9   | 1   | 2   | 075,00 |
| Леганес         | Испания | 4 ноября 2019    | 20 июля 2020    | 30  | 10  | 10  | 10  | 033,33 |
| Монтеррей       | Мексика | 7 декабря 2020   | 26 февраля 2022 | 52  | 22  | 17  | 13  | 042,31 |
| Мальорка        | Испания | 24 марта 2022    | 22 мая 2024     | 97  | 35  | 27  | 35  | 036,08 |
| Мексика         | Мексика | 23 июля 2024     | н.в.            | 17  | 11  | 3   | 3   | 064,71 |
| Всего           | Всего   | Всего            | Всего           | 857 | 356 | 214 | 287 | 041,54 |